# Misión de El Álamo (Texas)
El Álamo o la Misión de San Antonio de Valero, en su denominación original, fue la primera misión española establecida a lo largo del río San Antonio, establecida por fray Antonio de Olivares y los indios Xarames el 1 de mayo de 1718. El día 5 de mayo de 1718 se fundó la villa de Bexar, y se estableció en ella el presidio de San Antonio de Béjar y la Acequia Madre de Valero, siendo la villa el origen de la actual ciudad de San Antonio en Texas (Estados Unidos). 
Esta fortaleza consistía en una iglesia cercada por otras estructuras, construidas por los españoles en el siglo XVIII para la asimilación religiosa y cultural de nativos indígenas de la región (conversión de los indios al cristianismo), y el suministro de educación a estos indígenas después de la conversión. En 1793, la misión fue secularizada y muy pronto abandonada. Diez años después la Compañía Volante de San Carlos de Parras o del Álamo de Parras, se estableció en ella, probable origen del nombre "El Álamo". 
Los soldados mantuvieron la misión en su poder hasta diciembre de 1835, cuando el general Martín Perfecto de Cos fue derrotado por el Ejército Tejano después del sitio de Béjar. Un número relativamente pequeño de soldados tejanos ocuparon entonces el sitio. El general tejano Sam Houston creyó que los tejanos no tenían las suficientes fuerzas humanas para mantener ocupado el fuerte y ordenó al coronel James Bowie que la destruyera. Bowie no siguió la orden y, en colaboración con el coronel James C. Neil, se abocó a la tarea de fortificar la misión. El 23 de febrero, el general mexicano Antonio López de Santa Anna dirigió un importante grupo de soldados mexicanos a San Antonio de Béjar y rápidamente inició el sitio de la fortaleza. El sitio finalizó el 6 de marzo, cuando el ejército mexicano atacó El Álamo. Cuando la batalla de El Álamo finalizó la mayor parte, si no todos, de los defensores de la fortaleza habían resultado muertos en el enfrentamiento. Cuando el ejército mexicano se retiró de Texas, al final de la Revolución de Texas, destruyó algunos de los muros de El Álamo y prendió fuego a parte de las edificaciones. 
Durante los siguientes cinco años, El Álamo fue periódicamente utilizado para acuartelar soldados, tanto tejanos como mexicanos, pero finalmente fue abandonado. En 1849, varios años después de que Texas fuera anexionada a los Estados Unidos, el Ejército estadounidense comenzó a rentar el edificio como depósito de la intendencia. El Ejército estadounidense abandonó la misión en 1876, después de que el cercano Fuerte Sam Houston fuera establecido. La capilla de El Álamo fue vendida al estado de Texas, el cual realizó visitas ocasionales pero no hizo ningún esfuerzo por restaurarla. Las edificaciones restantes fueron vendidas a una compañía mercantil que las utilizó para establecer una tienda de comestibles al por mayor. 
La asociación de las Hijas de la República de Texas, después de ser fundada en 1892, comenzó a tratar de conservar El Álamo. En 1905, Adina Emilia de Zavala y Clara Driscoll lograron convencer a la legislatura de comprar los edificios y de nombrar a las Hijas custodias permanentes del sitio. Durante los próximos seis años, de Zavala y Driscoll discutieron sobre cuál era el mejor modo de restaurar la misión. La discusión culminó en la corte, para decidir cuál de ambas secciones de las Hijas de la República de Texas iban a controlar El Álamo. Como resultado de la contienda, el gobernador de Texas, Oscar B. Colquitt, puso el complejo brevemente bajo control estatal y comenzó la restauración del mismo en 1912. El sitio fue devuelto a las Hijas hacia fines de ese año. La legislatura tomó medidas en 1988 y en 1994 para colocar el complejo bajo control del Departamento de Parques y Vida Salvaje de Texas pero los intentos fallaron después de que el gobernador en ese momento, George W. Bush, anunció que vetaría cualquier intento de ley que pretendiera desplazar a las Hijas de la República de Texas del control de El Álamo.

## Misión
Desde el Convento de Querétaro, se organizaron diversas expediciones a la región de Texas, un territorio de gran interés estratégico para la corona española. Con ese objetivo en el año 1675, una expedición formada por fray Antonio de Olivares, fray Francisco Hidalgo, fray Juan Larios y Fernando del Bosque, fueron enviados a explorar y reconocer el país más allá de las fronteras de Río Grande, para comprobar las posibilidades de nuevos asentamientos en la zona.
En 1709 el virrey de Nueva España, Baltasar de Zúñiga y Guzmán Sotomayor y Sarmiento, ordenó que regresara a las misiones, y junto con Pedro de Aguirre y fray Isidro de Espinosa exploraron el territorio donde ahora se encuentra la ciudad de San Antonio hasta el río Colorado, marcándose como objetivo fundar una misión y asentamiento civil allí. Este mismo año viajó a España para persuadir a las autoridades de la importancia de mantener y fundar nuevas misiones a orillas del río San Antonio, permaneciendo hasta el año 1715.
En 1716, fray Antonio de Olivares escribió al virrey de Nueva España, contándole sus esperanzas y planes para la futura misión, y le instó a enviar familias de colonos, para fundar un poblado. En esta misma carta, subrayó el hecho de que era necesario que algunas de estas familias fueran expertas en las artes útiles y las industrias, “para enseñar a los indios todo lo que se debe exigir para que sean útiles y ciudadanos capaces”. 
Finalmente, la perseverancia de fray Antonio encontró respuesta y el virrey dio la aprobación formal de la misión a finales de 1716, asignándole la responsabilidad de su establecimiento a Martín de Alarcón, gobernador de Coahuila y Texas. 
La misión había sido fundada en 1700 en el río Grande (actual municipio Guerrero, Coahuila, México) bajo el nombre de misión de San Francisco Solano, y estaba a cargo de fray Olivares, en ella vivían un numeroso grupo de nativos hispanizados de nación Xarame, pero ante la falta de agua se decidió su traslado a San Antonio, dónde el gobernador de la provincia, Martín de Alarcón, había construido un edificio de adobe que puso en manos de fray Olivares el 1 de mayo de 1718, tal y como constata el diario de fray Francisco Celiz, integrante de la expedición fundadora. En el inicio, al fraile le acompañaron unos pocos indios xarames, pero después fueron llegando todos los demás residentes de San Francisco Solano, hasta 200 según estimaciones, que sirvieron para atraer a la misión a los nativos locales (indios Payaya), como se puede comprobar en los libros registro de bautismos, matrimonios y defunciones de la Misión, que se conservan en la archidiócesis de San Antonio. El 8 de julio de ese mismo año se celebró en la misión el primer bautismo. La misión fue denominada San Antonio de Valero, nombre derivado de San Antonio de Padua y del virrey de Nueva España, el marqués de Valero. El lugar donde se ubicó fue muy cerca del ojo de agua que da origen al arroyo de San Pedro, aunque muy pronto un huracán la arrasó y fue trasladada a su lugar definitivo, muy próxima a donde el gobernador Alarcón había fundado la villa de Béjar el 5 de mayo de 1718, cuatro kilómetros al sur junto al río San Antonio.
En la villa de Béjar se estableció el Presidio de San Antonio de Béjar, y se construyó la primera acequia de Texas (Acequia Madre de Valero), de 6 millas de largo, que se construyó para el riego de 400 hectáreas y el abastecimiento de los habitantes de las nuevas instalaciones construidas.

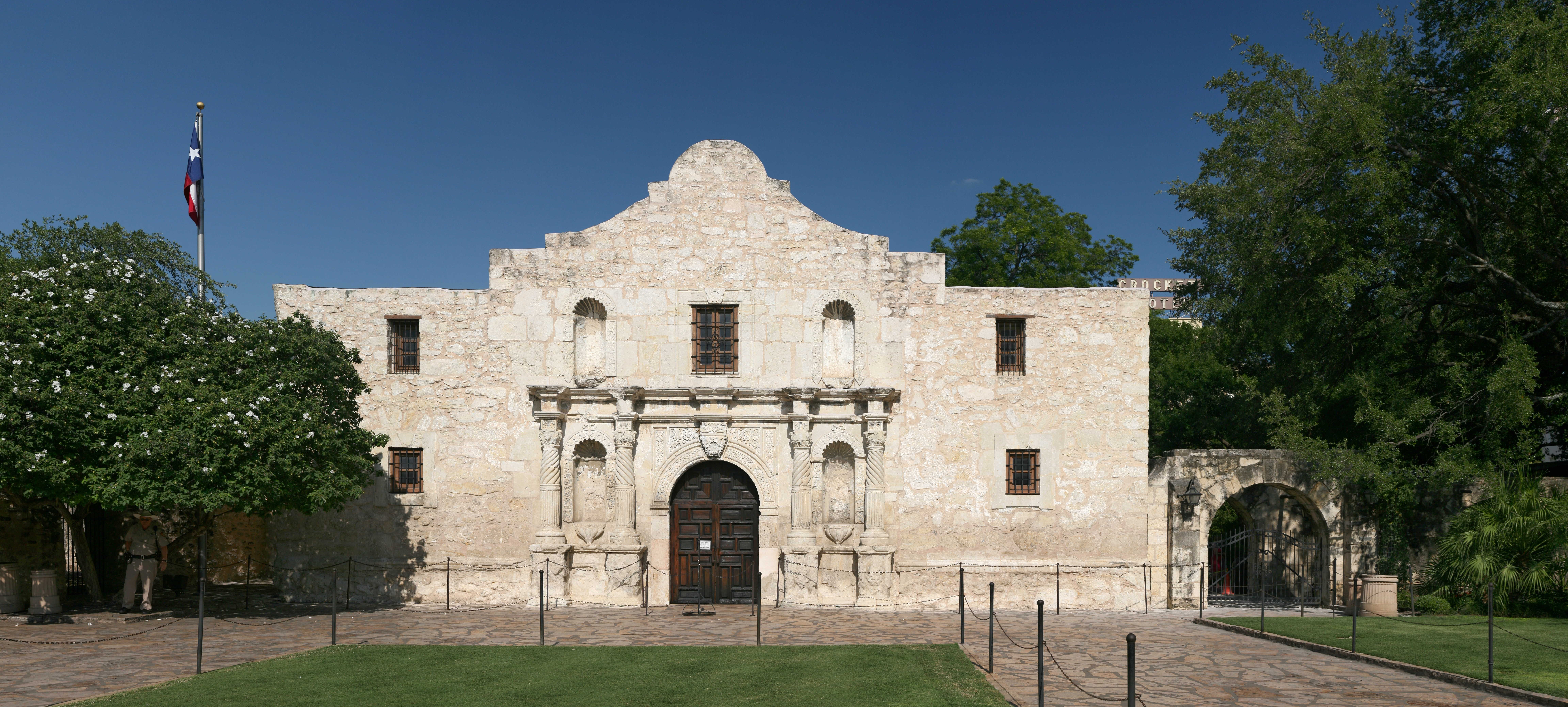
Misión de San Antonio de Valero (El Álamo) en San Antonio (Tejas).

Durante las décadas siguientes, el complejo de la misión se expandió hasta cubrir 1,2 hectáreas. La primera construcción permanente fue, probablemente, la residencia de piedra de dos pisos, en forma de ele, en la que habitaban los sacerdotes. La construcción sirvió como parte de los linderos oeste y sur de un patio interior. Una serie de barracas de adobe fueron construidas para alojar a los indígenas de la misión y un taller textil fue puesto en pie. Hacia 1744, más de trescientos indígenas convertidos residían en San Antonio de Valero. La misión era, en gran parte, autosuficiente, con sus 2000 cabezas de ganado vacuno y 1300 de ganado ovino para alimento y vestimenta. Cada año, las tierras de labranza de la misión producían hasta 2000 fanegas de maíz y 100 de porotos; también se cultivaba algodón.
La primera piedra para construir una iglesia más estable fue puesta en 1744. La iglesia, su torre y la sacristía se derrumbaron a fines de la década de 1750. La construcción recomenzó en 1758. La nueva capilla estaba localizada en el límite sur del patio interno. Construida con bloques de piedra caliza de 1,2 metros de espesor, se planeaba que tuviera tres pisos, con una cúpula y campanarios en cada lado. Su forma era una tradicional cruz, con una larga nave y corto crucero. Aunque los primeros dos niveles se completaron, los campanarios y el tercer piso nunca se comenzaron a construir. Cuatro arcos de piedras se levantaron para sostener la cúpula planeada, pero ésta nunca se concluyó.
Estaba planeado que la capilla estuviera muy decorada. Fueron tallados nichos a cada lado de la puerta con el fin de colocar estatuas. Los nichos del nivel bajo mostraban imágenes de San Francisco de Asís y de Santo Domingo, mientras que el nicho del segundo nivel contenía estatuas de Santa Clara de Asís  y Santa Margarita de Cortona. Las esculturas talladas también fueron completadas alrededor de la puerta de capilla.

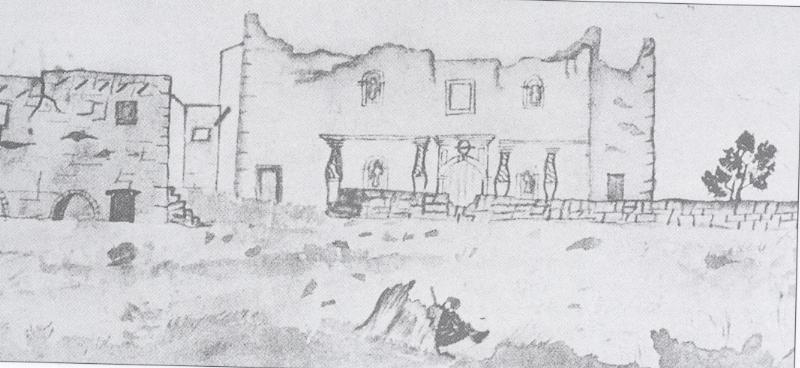
Primer dibujo de la Misión San Antonio de Valero. Realizada en 1838 por Mary Maverick.

Hasta treinta construcciones de adobe se elevaron para servir como talleres, almacenes y hogares para los residentes indígenas. Como el presidio cercano estaba siempre falto de personal, la misión fue construida para resistir ataques de los asaltantes apaches y comanches. En 1745, unos cien residentes derrotaron con éxito una banda de trescientos apaches que habían rodeado el presidio. En 1758, se construyeron muros alrededor de los hogares indígenas, probablemente en respuesta a una masacre en la Misión de Santa Cruz de San Sabá. El convento y la iglesia no fueron completamente encerrados por las murallas de 2,4 metros de altura. Los muros fueron construidos con 0,61 metros de espesor y encerraban un área de 150 metros de largo (norte-sur) y 49 metros de ancho (este-oeste). Para protección adicional, se agregó una torreta con tres cañones en las cercanías de la puerta principal en 1762. Hacia 1793, un cañón adicional de una libra fue establecido en un terraplén cerca del convento.
La población de indígenas fluctuó desde un máximo de 328 en 1756 hasta un mínimo de 44 en 1777. El nuevo comandante general de las provincias internas, Teodoro de Croix, pensó que las misiones poseían demasiada responsabilidad y comenzó a tomar acciones para aminorar su influencia. En 1778, ordenó que todo el ganado bovino sin marcar pertenecía al gobierno. Los apaches en sus asaltos habían robado la mayor parte de los caballos de la misión, haciendo extremadamente difícil desplazarse para marcar el ganado. Como resultado, cuando la ordenanza entró en vigencia, la misión perdió una gran parte de sus riquezas y fue incapaz de sostener a una mayor cantidad de población conversa. Hacia 1793, sólo 12 indígenas permanecían allí. En ese momento, pocas de las tribus cazadoras y recolectoras de Texas no habían sido evangelizadas. En 1793, la Misión San Antonio de Valero fue secularizada.
La misión fue pronto abandonada. La mayoría de los locales no tenían ningún interés por las construcciones. Los visitantes sí se impresionaban con ellas a menudo. En 1828, el naturalista francés Jean Louis Berlandier visitó la zona. Mencionó el complejo de El Álamo como "Una enorme almena y algunas barracas se encuentran allí, así como también las ruinas de una iglesia que podría pasar como uno de los monumentos más adorables de la zona, aun cuando su arquitectura está sobrecargada con ornamentos, al igual que todas las construcciones eclesiásticas de las colonias españolas."

## Época militar
En el siglo XIX, el complejo de la misión pasó a ser conocido como "El Álamo". El nombre puede haberse derivado del bosquecillo cercano de álamos. Otra posibilidad es que el complejo haya tomado el nombre de una compañía de soldados españoles. En 1803, el conjunto abandonado fue ocupado por la Segunda Compañía Volante de San Carlos de Parras, de Álamo de Parras en Coahuila. Los locales la llamaban simplemente la "Compañía Álamo".
Durante la Guerra Mexicana de Independencia, partes de la misión sirvieron a menudo como prisión política para los opositores al gobierno de turno. Entre 1806 y 1812, también sirvió como el primer hospital de San Antonio. Los registros españoles indican que para ello se hicieron algunas renovaciones, pero no brinda mayores detalles.
Las construcciones fueron transferidas del control español al control mexicano en 1821, después de que México obtuvo la independencia. Los soldados continuaron acuartelados en el complejo hasta diciembre de 1835, cuando el general Martín Perfecto de Cos lo sometió a las fuerzas tejanas durante la Revolución de Texas. En los pocos meses que Cos supervisó a las tropas acuarteladas en San Antonio, ordenó numerosas mejoras para El Álamo. Los hombres de Cos probablemente demolieron los cuatro arcos de piedra que fueron construidos para sostener la cúpula de la capilla. Los escombros de esta demolición fueron usados para construir una rampa hacia el ábside del edificio de la capilla. Allí, los soldados mexicanos colocaron tres cañones, que podían disparar sobre las paredes de la construcción sin techo. Para cerrar un espacio vació entre la iglesia y las barracas (antiguamente, el convento) y la muralla sur, los soldados construyeron una empalizada. Cuando Cos se retiró, dejó tras de sí 19 cañones, incluyendo uno de 18 libras.

### Batalla de El Álamo
Con la partida de Cos, ya no había una guarnición organizada de tropas mexicanas en Texas, y muchos texanos creyeron que la guerra había terminado. El Coronel James C. Neill asumió el comando de los cien soldados que quedaban. Neill pidió que fueran enviados doscientos hombres más para fortificar El Álamo, y expresó su temor de que su guarnición pudiera resultar derrotada por hambre después de un sitio de cuatro días. Sin embargo, el gobierno tejano estaba pasando por un periodo de confusión y no era capaz de proveer mucha ayuda. Resuelto a hacer lo mejor posible dada la situación, Neill y el ingeniero Green B. Jameson comenzaron a trabajar en la fortificación de El Álamo. Jameson instaló los cañones que Cos había dejado junto a las murallas.
El general Sam Houston prestó atención a las advertencias de Neill y ordenó al coronel James Bowie que llevará 35-50 hombres a Béjar para ayudar a Neill a mover toda la artillería y destruir El Álamo. Sin embargo, no había suficientes bueyes para trasladar la artillería a un lugar más seguro y la mayoría de los hombres creían que el complejo era de importancia estratégica para proteger los asentamientos del este. El 26 de enero, los soldados tejanos enviaron una resolución a favor de mantener El Álamo. El 11 de febrero, Neill dejó el lugar con licencia, probablemente para adquirir refuerzos y víveres adicionales para la guarnición. William Travis y Bowie acordaron compartir la comandancia de El Álamo.

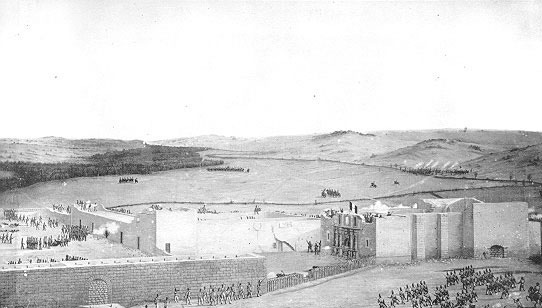
Dibujo de "El Alamo" (1844).

El 23 de febrero, el Ejército Mexicano, bajo el mando del general Antonio López de Santa Anna, arribó a San Antonio de Béjar. Durante los trece días siguientes, el Ejército Mexicano puso sitio a El Álamo. Durante el sitio, el trabajo continuó en el interior de El Álamo. Después de que los soldados mexicanos trataron de bloquear la acequia de irrigación fuerte, Jameson supervisó la excavación de un pozo en el límite sur de la plaza. Aunque los hombres encontraron agua, debilitaron el parapeto de tierra y madera ubicado en las barracas bajas; el montículo colapsó, impidiendo que pudiera dispararse sobre esa pared.
El sitio terminó con una cruenta batalla el 6 de marzo. El ejército mexicano superó los muros y comenzó a invadir el interior del fuerte; la mayoría de los texanos se retiraron hacia las barracas largas (convento) y la capilla. Durante el sitio, los tejanos habían hecho hoyos en muchas de las paredes de estas habitaciones, con el objetivo de poder disparar. Cada habitación tenía sólo una puerta, que dirigía al patio. y que había sido "reforzada por parapetos semicirculares de basura asegurada con cueros de vaca." Alguna de las habitaciones tenían, incluso, trincheras excavadas en su interior para proveer cierto amparo a los defensores. Los soldados mexicanos utilizaron el cañón abandonado por los tejanos para destruir las puertas de las habitaciones, pudiendo, así, entrar a ellas y derrotar a los tejanos.
Los últimos tejanos en morir fueron los once hombres que estaban a cargo de los dos cañones de 12 libras en la capilla. En la entrada a la iglesia se habían construido barricadas con bolsas de arena, sobre las cuales los tejanos eran capaces de disparar. Un disparo del cañón de 18 libras destruyó las barricadas, y los soldados mexicanos entraron al edificio después de disparar una ráfaga de tiros con sus mosquetes. Sin tiempo para recargar, los tejanos, incluyendo a Dickinson, Gregorio Esparza y Bonham, tomaron sus rifles y dispararon antes de resultar muertos por las bayonetas mexicanas. El texano Robert Evans  fue encomendado con la tarea de evitar que la pólvora cayera en manos de los mexicanos. Herido, se arrastró hacia el polvorín pero fue muerto por una bala de mosquete con su antorcha a sólo algunos centímetros de la pólvora. Si hubiera logrado alcanzarla, la explosión hubiera destruido la iglesia.
Santa Anna ordenó que los cuerpos de los tejanos fueran colocados en estacas y quemados. Todos o la mayoría de los defensores tejanos resultaron muertos, aunque algunos historiadores sostienen que al menos un tejano, Henry Warnell, escapó con éxito de la batalla. Warnell murió varios meses después por las heridas que había sufrido o bien durante la batalla, o bien durante su huida como mensajero. La mayoría de los historiadores de El Álamo acuerdan que entre 400 y 600 mexicanos resultaron muertos o heridos. Es decir, alrededor de un tercio de los soldados mexicanos involucrados en el asalto final, lo cual Todish remarca como "una proporción enorme de bajas, midiéndola en cualquier estándar."

### Uso militar posterior
Luego de la batalla de El Álamo, mil soldados mexicanos, comandados por el general Juan Andrade, permanecieron en la misión. Durante los siguientes dos meses, repararon y fortificaron el complejo, de modo tal que pudiera seguir sirviendo como el fuerte principal de los mexicanos en Texas. No hay registros de qué mejoras hicieron a la estructura. Después de la derrota del Ejército Mexicano en la Batalla de San Jacinto y de la captura de Santa Anna, el ejército mexicano acordó retirarse de Tejas, poniendo fin eficientemente a la Revolución Tejana. Andrade y su guarnición se unieron a la retirada el 24 de mayo, y pincharon los cañones , derribaron muchas de las paredes de El Álamo y prendieron fuego a todo el complejo. Sólo unas pocas construcciones sobrevivieron a sus esfuerzos: la capilla quedó en ruinas, la mayor parte de los barracones grandes todavía se mantenían en pie y la construcción que contenía la puerta en la pared sur y varias habitaciones quedaron mayormente intactas.
Los tejanos usaron brevemente El Álamo como fortaleza en diciembre de 1836 y en enero de 1839. El Ejército Mexicano retomó el control del fuerte en marzo de 1841 y en septiembre de 1842 tomó brevemente el control de San Antonio de Béjar. Según los historiadores Roberts y Olson, "ambos grupos tallaron nombres en las paredes de El Álamo (...)  y destruyeron tallas en piedra." Piezas de la construcción fueron vendidas a turistas y en 1840 el concejo municipal de San Antonio emitió una resolución permitiendo a los ciudadanos locales tomar una piedra de El Álamo a un precio de $5 por carga de carretilla . Hacia fines de la década de 1840, incluso las cuatro estatuas localizadas en el frente de la capilla habían sido removidas del lugar.

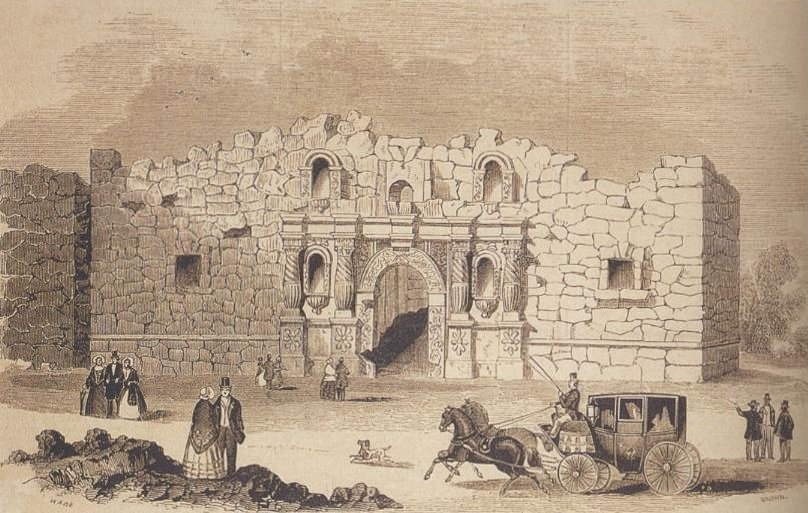
Dibujo de 1854.

El 13 de enero de 1841, la República de Texas emitió una ley devolviendo el santuario de El Álamo a la Iglesia católica. Alrededor de 1845, cuando Texas fue anexionada a los Estados Unidos, una colonia de murciélagos ocupó el complejo abandonado y las hierbas y el pasto cubrieron muchas de sus paredes.
La guerra mexicano-estadounidense se anunciaba en 1846 y 2000 soldados del Ejército estadounidense fueron enviados a San Antonio, bajo el mando del brigadier general John Woll. A fines de ese año, se habían apropiado de parte del complejo de El Álamo para el Departamento de Intendencia . En dieciocho meses, el edificio del convento había sido restaurado para que sirviera para oficinas y depósitos. La capilla permaneció desocupada, mientras que el Ejército estadounidense, la Iglesia católica y la ciudad de San Antonio discutían sobre su propiedad. La Corte Suprema de Texas ratificó, en 1855, que la Iglesia católica era la propietaria legítima de la capilla. Mientras el proceso judicial seguía en curso, el Ejército estadounidense alquiló la capilla a la Iglesia católica por $150 al mes.
Durante la presencia del Ejército, se realizaron importantes reparaciones en El Álamo. Los soldados quitaron las malezas y reconstruyeron el antiguo convento y las paredes de la misión, en su mayor parte a partir de las piedras originales que se hallaban dispersas en la zona. Durante las renovaciones, un nuevo techo de madera fue añadido a la capilla y la fachada en forma de campana fue añadida en la pared frontal de la capilla. Los informes reportan que los soldados encontraron varios esqueletos mientras removían los escombros del suelo de la capilla. El nuevo techo de la capilla fue destruido en un incendio en 1861. El Ejército también creó ventanas adicionales en la capilla, añadiendo dos en el nivel superior de la fachada, y también en las tres paredes restantes del edificio. El complejo incluía, finalmente, depósitos de víveres, oficinas, almacenes, una herrería y establos.
Durante la guerra civil estadounidense, Texas se unió a la Confederación, y el complejo de El Álamo fue tomado por el Ejército Confederado. En febrero de 1861, la Milicia Tejana, bajo la dirección de la Convención Secesionista de Texas y liderada por Ben McCullough y Sam Maverick, confrontó al general Twiggs, comandante de todas las fuerzas de EE. UU. en Texas, acuarteladas en El Álamo. Twiggs se rindió y todos los bienes allí almacenados pasaron a manos de los tejanos. Luego de la derrota de la Confederación, el Ejército de Estados Unidos mantuvo el control sobre El Álamo. Inmediatamente después del fin de la guerra, sin embargo, la Iglesia católica requirió que el Ejército desalojará la misión, de modo tal que el complejo pudiera convertirse en un sitio de culto para los católicos alemanes locales. El Ejército se negó y la Iglesia no retomó la iniciativa por recuperar El Álamo.

## Uso comercial
El Ejército abandonó El Álamo en 1876, cuando el Fuerte Sam Houston fue establecido en San Antonio. Por esa época, la Iglesia vendió el convento a Honore Grente, quien añadió un segundo piso de madera al complejo. Grenet usó el convento y la nueva construcción para una tienda mayorista de comestibles. Después de la muerte de Grenet en 1882, su negocio fue comprado por la firma comercial Hugo & Schmeltzer, quienes continuaron operando la tienda.
El ferrocarril llegó a San Antonio en 1877 y, con él, la industria del turismo en la ciudad comenzó a crecer. La ciudad hizo propaganda sobre El Álamo, utilizando fotografías o dibujos que mostraban solo la capilla, y no la ciudad que la rodeaba. Mucho de los visitantes resultaron decepcionados con su visita. En 1877, el turista Harrier P. Spofford escribió que la capilla era "un reproche a todo San Antonio. Su pared está destruida, sus dormitorios están llenos de elementos militares, su frontis está lleno de marcas de batallas y ha sido reformado y repintado y hay carteles comerciales sobre los sitios donde crecieron las llamas... de la pira funeral de héroes."

## Transferencia de la propiedad
En 1883, la Iglesia Católica vendió la capilla al Estado de Texas por $20.000. El Estado contrató a Tom Rife para administrar el complejo. Éste organizó visitas a la zona pero no hizo ningún esfuerzo por restaurar la capilla, lo cual disgustó a muchas personas. En las décadas pasadas, soldados y miembros locales de la francmasonería, que habían utilizado la construcción para reuniones, habían realizado varios grafitis en las paredes y en las estatuas. En mayo de 1887, un católico devoto molesto porqué emblemas masónicos habían sido escritos en una estatua de Santa Teresa fue arrestado después de que ingresó al complejo y golpeó las estatuas con un mazo.
El 50° aniversario de la caída de El Álamo recibió poca atención. En una editorial posterior al hecho, el San Antonio Express llamó a la formación de una nueva sociedad que ayudara a reconocer los eventos históricamente importantes. Las Hijas de la República de Texas (DRT, en sus iniciales en inglés) se organizaron finalmente en 1892. Una de sus principales metas era la conservación de El Álamo. Entre sus primeros miembros estaba Adina Emilia de Zavala, nieta del vicepresidente de la República de Tecas Lorenzo de Zavala. Un poco antes de cambio de siglo, Adina de Zavala convenció a Gustav Schmeltzer, propietario del convento, de dar a las Hijas la opción de compradoras privilegiadas en caso de que decidiera vender la construcción. En 1903, Schmeltzer anunció que quería vender el convento a un empresario para que lo convirtiera en un hotel. Ofreció vender la construcción a las Hijas por $75.000, monto que ellas no poseían. De Zavala decidió pedir una donación por parte de los propietarios del Hotel Menger, con la esperanza de que éstos iban a querer aportar dinero para no tener un competidor en la ciudad.

## Informaciones de fondo
Varios meses antes de la batalla, el Álamo fue capturado por rebeldes tejanos (básicamente, filibusteros norteamericanos). 
Bajo el comando del presidente Antonio López de Santa Ana, el gobierno mexicano empezó a cambiar el modelo de gobernación, más centralizado, lejos de un modelo gubernamental federalista. Estas políticas, que se volvieron siempre más dictatoriales, y aun incluyeron la revocación de la Constitución de 1824 en 1835, incitaron muchos federalistas a rebelarse contra el gobierno.
La región entre la frontera mexicana y Texas era poblada principalmente por migrantes de los Estados Unidos de América. Ya acostumbrados a tener un gobierno federalista y, además, derechos individuales extensivos, estos migrantes eran muy activos en contra del cambio del gobierno mexicano en dirección al centralismo. El gobierno mexicano todavía estaba desconfiado con tentativas previas de la parte del gobierno norteamericano a comprar las tierras de Texas. Por eso, las autoridades mexicanas echaron la culpa de la mayor parte del malestar tejano a los emigrantes norteamericanos, ya que la mayoría de ellos ni trataron de adaptarse a la cultura mexicana.
En octubre, los tejanos se empeñaron con las fuerzas mexicanas en la primera batalla oficial de la Revolución Tejana. Determinado a sofocar la rebelión, el general Santa Anna comenzó a acumular una fuerza grande, lo que sería el Ejército de Operaciones en Texas, para restaurar la orden. La mayoría de los soldados de esta fuerza eran nuevos reclutas y muchos de ellos eran conscriptos, reclutados por fuerza.